# Landesbergen
Landesbergen egy község Németországban, a Weser-Nienburgi járásban. Lakosainak száma 2734 fő (2023. december 31.).

## Földrajza
Landesbergen Estorf és Husum községekkel határos.

## Népessége
| Lakosok száma | 2731 | 2710 | 2714 | 2722 | 2738 | 2734 |
|               | 2016 | 2017 | 2019 | 2021 | 2022 | 2023 |

## Testvértelepülések
- Parsau